# びいどろで候〜長崎屋夢日記
『びいどろで候〜長崎屋夢日記』（びいどろでそろ ながさきやゆめにっき）は、NHK総合テレビで1990年4月11日から1990年7月4日まで放送されたテレビドラマである。主演は原田知世、脚本は早坂暁、下川博(第10話のみ)。同局で放送された『天下御免』（1971年 - 1972年）の後日談である（ただし、本作の源内の設定は『天下御免』の最終回の源内の行動とは矛盾するので、正確にはパラレルワールドの後日譚と考えられる）。

## ストーリー
文化14年（1817年）、オランダ人の定宿となっていた江戸日本橋の長崎屋を舞台に、長崎屋女将かおると平賀源内との間に生まれたお蘭を中心に長崎屋の人々を描く。

## キャスト
- お蘭：原田知世　かおると平賀源内との間に生まれた娘。
- 長崎屋女将かおる：八千草薫　お蘭の母。旅籠・『長崎屋』の女将。
- 平賀源内：山口崇　お蘭の父。2階の隠し部屋で暮らしていたが、第8話で旅に出る。20年以上、匿ってくれているかおるに申し訳なく思っている。
- 半田半蔵：財津一郎　南町奉行所同心。通称「まむしの半蔵」。長崎屋をいつも怪しんで探ろうとしている。
- 辺見鋭之介：萩原流行　オランダ人の父と日本人の母を持つハーフ。
- 写楽斎：阿木燿子　絵師。鋭之介をモデルに絵を描いているが、第11話では忠治をモデルにしていた。
- 飛太郎：池畑慎之介　長崎屋の番頭。実は鼠小僧。
- 滝沢馬琴：日下武史　作家。いつも肩身の狭い思いをしている。
- お百：楠トシエ　馬琴の女房。いつも悪態をついている。
- 遠山左衛門尉：河原崎長一郎
- 遠山律：林美智子　金四郎の母。伝統や家柄を重んじるタイプ。
- 遠山金四郎：保坂尚輝　遠山家の跡取り。お蘭を妻に迎えようとするが、母と衝突してしまい出奔。遊び人の金さんになる。
- 松平保美：原保美　時の老中。
- 水野忠成：内藤武敏　時の老中。
- 柳田玄々：寺田農（第4話～第6話、第11話～）医師。
- 鞠夜安奈：中川安奈　医師見習い。オランダ人の父と日本人の母を持つハーフ。実は隠れキリシタン。
- ぷり助：結城貢　長崎屋の板前。
- 丸太屋尺三：MALTA…番組の音楽も担当。
- 浪花屋三味三：国本武春
- ちび奴：片桐光洋
- でぶ助：高野嗣郎
- 勇ちゃん：後藤勇一郎（G-クレフ）
- 大ちゃん：榊原大（G-クレフ）
- 徹ちゃん：落合徹也（G-クレフ）
- 麗花：馮智英（第5話）
- 織り子：EVE
- 滝沢宗伯：中島陽典　馬琴の息子。医師見習い。
- 雀/お里：市川夏江
- ヘンボルト：石丸謙二郎（第1話～第3話）
- 大黒屋光太夫：坂上二郎
- 娘鳶・マイ：川上麻衣子
- 千葉周作：美木良介（第10話）
- 徳川家斉：細川俊之 （第1話～第3話）時の将軍。好色・絶倫で、大奥には御台所を始め、数多くの妻妾を持つ。
- ナポレオン：細川俊之 （第1話～第3話）フランス皇帝の座から失脚し、亡命の為来日。その処遇を巡って鎖国状態だった江戸幕府を困惑させる。家斉とは瓜二つの容姿をしている。
- お鈴：山田五十鈴（第4話、第5話、第11話～）かおるの母。三味線弾きをしながら旅をしていた。実は、撥を武器に「じょんがらお鈴」と異名を持った仕事人で、半蔵に捕らえられて八丈島で8年間暮らしていた過去がある。
- 侍：渡辺いっけい（第3話）
- 語り：島倉千代子

## サブタイトル
- 第1話「ナポレオンで候 上の巻」
- 第2話「ナポレオンで候 中の巻」
- 第3話「ナポレオンで候 下の巻」　ゲスト・大黒屋光太夫：坂上二郎
- 第4話「なんで津軽じょんがら 上の巻」　ゲスト・大槻玄沢：八名信夫
- 第5話「だから津軽じょんがら 下の巻」
- 第6話「江戸で結婚すれば 上の巻」
- 第7話「江戸で結婚すれば 下の巻」
- 第8話「江戸びっくり大占い」
- 第9話「ようこそ貧乏神」　ゲスト・貧乏神：フランキー堺
- 第10話「真夜中の決闘」
- 第11話「浪花節だよ人生は」　ゲスト・国定忠治：前田耕陽、田村松右衛門：勝俣州和
- 第12話「江戸大地震」
- 第13話「オランダは遠かった」　ゲスト・クラメール：宍戸錠